# 静岡県道371号茂畑横砂線
静岡県道371号茂畑横砂線（しずおかけんどう371ごう もばたよこすなせん）は、静岡県静岡市内を通る一般県道である。

## 概要

### 路線データ
- 起点：静岡県静岡市清水区茂畑
- 終点：静岡県静岡市清水区横砂本町（国道1号交点）

## 沿革
- 1974年（昭和49年）9月17日 - 認定[1]

## 地理

### 通過する自治体
- 静岡県静岡市（清水区）

### 接続する道路
- 静岡市道（起点：静岡市清水区茂畑）
- 国道1号（静清バイパス）（横砂北交差点）
- 国道1号（旧道）（東海道）（終点：横砂交差点）

### 周辺
- 新東名高速道路清水連絡路
  - 清水いはらインターチェンジ
  - 清水ジャンクション
- 東名高速道路 清水ジャンクション
- 医療法人社団 健寿会 山の上病院
- 静岡市消防局 港北消防署
- 清水港
- 清水横砂郵便局
- 合同酒精 清水工場
- サスナデリコム 尾羽工場
- 食鮮館タイヨー 横砂店
- ジャンボエンチョー 清水店